# Cecile Heideman
Cecile Heideman é uma diretora de arte holandesa. Foi indicado ao Oscar de melhor direção de arte na edição de 2004 pelo trabalho na obra Girl with a Pearl Earring, ao lado de Ben van Os.

## Prêmios e indicações
- Indicada: Oscar de melhor direção de arte - Girl with a Pearl Earring (2003)